# Títira encaputxada oriental
La títira encaputxada oriental (Tityra braziliensis; syn: Tityra cayana braziliensis) és un tàxon d'ocell de la família dels titírids (Tityridae). Es troba a l'est i sud del Brasil, Paraguai i nord-est d'Argentina. El seus hàbitats són els boscos tropicals i subtropicals de frondoses humits de les terres baixes, així com els cursos d'aigua i els boscos molt degradats. El seu estat de conservació es considera de risc mínim.

## Taxonomia
Segons la llista mundial d'ocells del Congrés Ornitològic Internacional (versió 12.2, juliol 2022), la títira encaputxada oriental seria una subespècie de títira encaputxada (Tityra cayana braziliensis). Tanmateix, el Handook of the Birds of the World i la quarta versió de la BirdLife International Checklist of the birds of the world (Desembre 2019), consideren que tindria la categoria d'espècie.